# Bebhionn (satelit)
Bebhionn (/'be.vin/), cunoscut și sub numele de Saturn XXXVII, este un satelit natural mic, neregulat al lui Saturn. Descoperirea sa a fost anunțată de Scott S. Sheppard⁠(d), David C. Jewitt⁠(d), Jan Kleyna⁠(d) și Brian G. Marsden pe 4 mai 2005, din observațiile efectuate între 12 decembrie 2004 și 9 martie 2005.
Bebhionn are aproximativ 6 kilometri în diametru și orbitează în jurul lui Saturn la o distanță medie de 16.898 Mm în 820,130 de zile la o înclinație de 41° față de ecliptică (18° față de ecuatorul lui Saturn) și cu o excentricitate de 0,333. Perioada de rotație a lui Bebhionn a fost măsurată la 16.33±0.03 ore de camera ISS a sondei spațiale Cassini. Curba de lumină a lui Bebhionn reflectă o formă alungită cu variații mari de luminozitate, făcându-l un candidat principal pentru un satelit binar sau binar de contact.

## Nume
Satelitul a fost numit în aprilie 2007 după Béibhinn⁠(d) (Béḃinn), o zeiță irlandeză timpurie a nașterii, care era renumită pentru frumusețea ei. În irlandeză, Béibhinn/Béḃinn se pronunțăpronunție în irlandeză [ˈbʲeːvʲiːn̠ʲ] saupronunție în irlandeză [ˈbʲeːvʲɪn̠ʲ] (aproximare română /'be.vin/). Ortografia „bh” (mai vechi „ḃ”) indică faptul că a doua consoană este înmuiată la un sunet „v”. „O” suplimentar din ortografia neobișnuită Bebhionn sugerează că „nn” final ar trebui să fie largul pronunție în irlandeză [n̪ˠ], dar nu se pronunță în sine. Numele este încă pronunțat ca compus (și astfel uneori ortografiat Bé Binn etc.), astfel încât vocala neaccentuată nu este redusă la un Schwa⁠(d).